# Paul Nedelcovici
Paul Nedelcovici (n. 1899, București, România – d. 22 iunie 1948, România) a fost un rugbist român, a participat cu echipa de rugbi la Jocurile Olimpice de vară din 1924 desfășurate la Paris - olimpiadă la care echipa României a obținut medalia de bronz, prima medalie cucerită de un român la o olimpiadă.

## Legături externe
- Paul Nedelcovici la Comitetul Olimpic și Sportiv Român (arhivat)
- en Paul Nedelcovici la Olympedia.org